# Zona Especial de Conservación Río Nansa

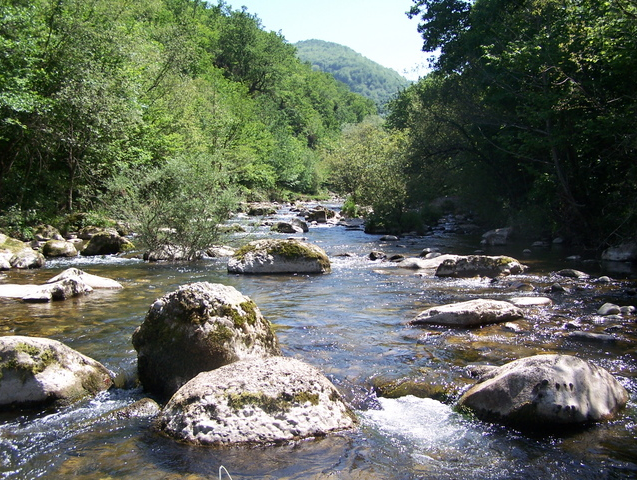
El río Nansa (Cantabria, España).

La Zona Especial de Conservación Río Nansa es un espacio protegido de Cantabria, declarado Lugar de Importancia Comunitaria por Decisión de la Comisión Europea de 7 de diciembre de 2004, designado posteriormente Zona Especial de Conservación mediante el Decreto 19/2017 del Consejo de Gobierno de Cantabria, e incluido en la Red de Espacios Naturales Protegidos de Cantabria por la Ley de Cantabria 4/2006, de 19 de mayo, de Conservación de la Naturaleza.
Comprende el curso principal del Nansa desde el embalse de La Cohilla hasta su desembocadura en Pesués, y sus principales afluentes el río Tanea y el río Vendul. Se extiende por una superficie de casi 570 ha por los términos municipales de Tudanca, Rionansa, Lamasón, Herrerías y Val de San Vicente.
En él se encuentran bien representadas las especies más características de los ecosistemas fluviales cantábricos, como el salmón atlántico (Salmo salar), la lamprea marina (Petromyzon marinus), el desmán ibérico (Galemys pyrenaicus), la nutria paleártica (Lutra lutra) o el cangrejo de río (Austropotamobius pallipes).